# Michael Chiklis

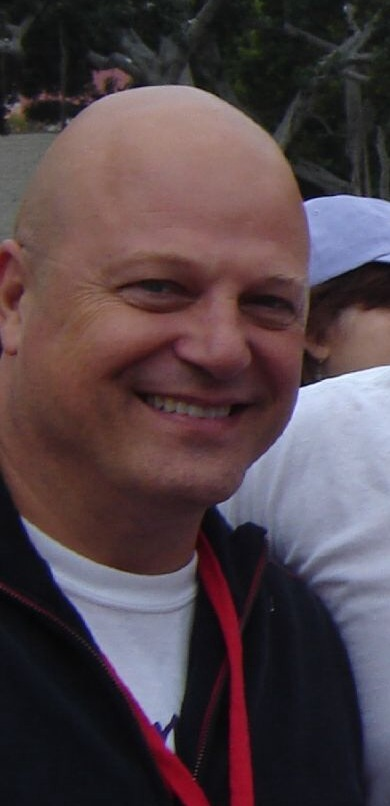
Michael Chiklis

Michael Charles Chiklis, född 30 augusti 1963 i Lowell, Massachusetts, är en amerikansk skådespelare. Mest känd i Sverige som den snälle polismästaren Tony Scali i 90-tals serien "Scali".  Har smeknamen "Chick" och "Chicky".  Är av grekisk härkomst.
Chiklis är gift med Michelle Chiklis och har två döttrar, Odessa och Autumn.

## Filmografi (i urval)
- 2007 - Fantastic Four: Rise of the Silver Surfer .... Ben Grimm/The Thing
- 2005 - Fantastic Four .... Ben Grimm/The Thing
- 2002-2008 - The Shield (serie) .... Vic Mackey
- 1991-1996 - Scali (serie)...Tony Scali
- 1989 - Miami Vice (serie)